# 梅尔帕塔姆帕卡姆
梅尔帕塔姆帕卡姆（Melpattampakkam），是印度泰米尔纳德邦Cuddalore县的一个城镇。总人口6593（2001年）。

## 人口
该地2001年总人口6593人，其中男性3029人，女性3564人；0—6岁人口642人，其中男340人，女302人；识字率70.53%，其中男性为74.78%，女性为66.92%。